# Јуми Томеи
Јуми Томеи (јап. 東明 有美; 1. јун 1972) бивша је јапанска фудбалерка.

## Репрезентација
За репрезентацију Јапана дебитовала је 1993. године. Са репрезентацијом Јапана наступала је на Олимпијским играма (1996) и два Светска првенства (1995. и 1999). За тај тим одиграла је 43 утакмице и постигла је 6 голова.

## Статистика
| Јапан  | Јапан | Јапан |
| Год.   | Ута.  | Гол.  |
| ------ | ----- | ----- |
| 1993   | 2     | 2     |
| 1994   | 6     | 0     |
| 1995   | 8     | 3     |
| 1996   | 9     | 0     |
| 1997   | 6     | 1     |
| 1998   | 6     | 0     |
| 1999   | 6     | 0     |
| Укупно | 43    | 6     |